# Reserva nacional Magallanes
La Reserva nacional Magallanes, es una reserva forestal e hídrica ubicada al poniente de la ciudad de Punta Arenas creada en el año 1932, y es administrada por Conaf.

## Historia
Todos estos terrenos forman parte hoy de la Reserva Nacional Magallanes, creada por Decreto Supremo en el año 1932, con el objetivo de proteger la cuenca de la laguna Lynch, la que es la principal abastecedora de agua de la ciudad. Su superficie fue ampliada en 1939, llegando a cubrir actualmente 20878 hectáreas.

## Geología
En la unidad se encuentran formaciones de sedimentos que corresponden a los periodos cretácico y terciario. Se pueden observar fósiles de origen marino provenientes de conchales y fósiles vegetales petrificados, que en gran parte se encuentran al interior del valle del Río de las Minas. También se hay diversas cualidades de flora y fauna.

## Clima
Esta área se encuentra en una zona de transición entre clima de estepa fría y clima trasandino con degeneración esteparia. Se puede definir como seco con temporadas húmedas y frío en invierno. La temperatura media anual es cercana a los 7 °C, El mes más frío es julio con 2,5 °C de promedio y el más cálido es enero con 11,7 °C.
El promedio de precipitación anual oscila entre 450 y 650mm (hasta 2000mm en la zona de turbas) con abundante nieve en invierno.

## Hidrología
El Río de las Minas es uno de los tres cursos de agua que nacen en la Reserva Nacional Magallanes y desaguan en el Estrecho de Magallanes, además el Chorrillo Tres Puentes y el Río de los Ciervos. A ellos se suma una cuenta hidrográfica del Río Grande que desagua en el Seno Otway.
El Río de las Minas y el Río de los Ciervos son las principales reservas abastecedoras de la ciudad. En su recorrido de 19,9 kilómetros este río recibe numerosos afluentes interiores, tales como los Chorrillos Mendoza, Fortuna y Lynch. Posee una gran belleza escénica a lo largo de su trayecto.

## Fauna
En los ambientes de bosque y matorral existe presencia de mamíferos como roedores, Zorro culpeo, Zorro chilla y ocasionalmente Puma en los sectores altos.
Además es posible observar una rica avifauna en las formaciones de bosques, en la que destacan Tordos, Fío fío, Rayaditos, Chercán, Tiuque, Búho y Lechuza blanca. En tanto, en la zona de turba es factible observar especies como Caiquén, Canquén, Pato jergón chico y Pato juarjual.
En el día de verano 14 de febrero de 2023, turistas españoles registran el primer avistamiento del huemul (Hippocamelus bisulcus) caminando por uno de los senderos del parque, conocido como Las Lengas.

## Flora
Hermosos paisajes dan origen a una variada vegetación.
Además, existe una variedad de arbustos tales como el calafate, romerillo, michay, zarzaparrilla; asociados a ellos, se puede apreciar un número importante de hierbas y plantas (cerca de 200) que florecen coloridamente en primavera.

## Zonas de uso público
La Reserva cuenta también con una sala de informaciones en la cual el visitante tendrá a su alcance datos importantes de esta Unidad, acompañados por fotografías y una maqueta.
En la reserva existen aproximadamente 30 km de senderos distribuidos en 16 km de senderos para senderismo, siendo el más largo el circuito Las Lengas, con 9.8 km, y senderos para bicicleta de montaña con 14 km, aproximadamente.

## Vías de acceso
Por la prolongación de la Avenida Salvador Allende con dirección al oeste desde la ciudad de Punta Arenas donde se llega al sector Las Minas donde esta la Administración (acceso recomendado). El otro acceso es por la prolongación de la calle Ignacio Carrera Pinto, bordeando el Río de las Minas.

## Visitantes

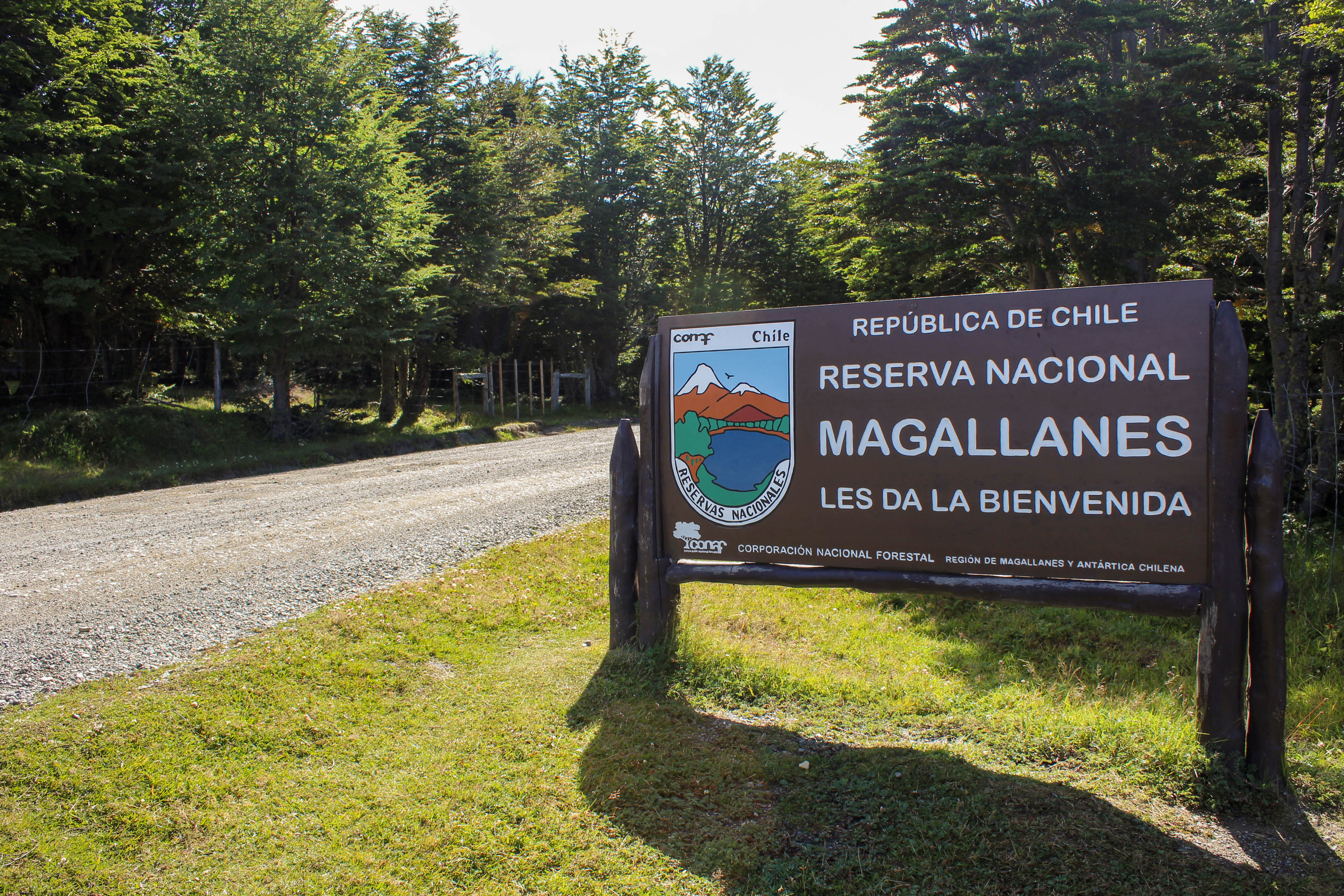
Bienvenida a visitantes en la Reserva nacional Magallanes.

Esta reserva recibe una pequeña cantidad de visitantes chilenos y extranjeros cada año.
| Año         | 2012   | 2013   | 2014  | 2015   | 2016   | 2017   | 2018   | 2019   | 2020   | 2021   | 2022   | 2023   | 2024   |
| ----------- | ------ | ------ | ----- | ------ | ------ | ------ | ------ | ------ | ------ | ------ | ------ | ------ | ------ |
| chilenos    | 11 319 | 9 329  | 7 328 | 8 899  | 13 979 | 14 958 | 17 826 | 16 918 | 9 508  | 14 360 | 17 518 | 19 636 | 19 549 |
| extranjeros | 1 966  | 1 736  | 1 030 | 1 702  | 2 459  | 2 709  | 3 446  | 3 583  | 1 736  | 169    | 1 573  | 3 821  | 3 549  |
| Total       | 13 285 | 11 065 | 8 358 | 10 601 | 16 468 | 17 667 | 21 272 | 20 501 | 11 244 | 14 529 | 19 091 | 23 457 | 23 098 |